# 피터 뮬러 (스피드스케이팅 선수)
피터 앨런 뮬러(영어: Peter Alan Mueller, 1954년 7월 27일~)는 미국의 스피드 스케이팅 선수, 지도자이다.
1976년 동계 올림픽 1000m에서 금메달을 획득했다. 그 후 스케이팅 코치로 활동했다. 보니 블레어, 댄 잰슨, 마리안너 팀머르 등이 그의 지도로 올림픽 금메달을 따는 등 그는 유능한 코치로 이름을 알렸다. 그러나 노르웨이 국가대표 선수들을 지도하다 여자 선수인 마렌 헤울리를 성희롱한 사실이 드러나 해임되었다. 2012년 대한민국 국가대표 코치로 영입되었으나, 노르웨이 대표팀 코치 시절 성희롱한 전력이 문제가 되어 영입이 취소되었다.
그는 미국 국가대표 스피드스케이팅 선수인 리아 풀로스와 결혼했다가 이혼했고, 제자인 마리안너 팀머르와 재혼했으나 다시 이혼했다.